# Brasão de Mogi das Cruzes

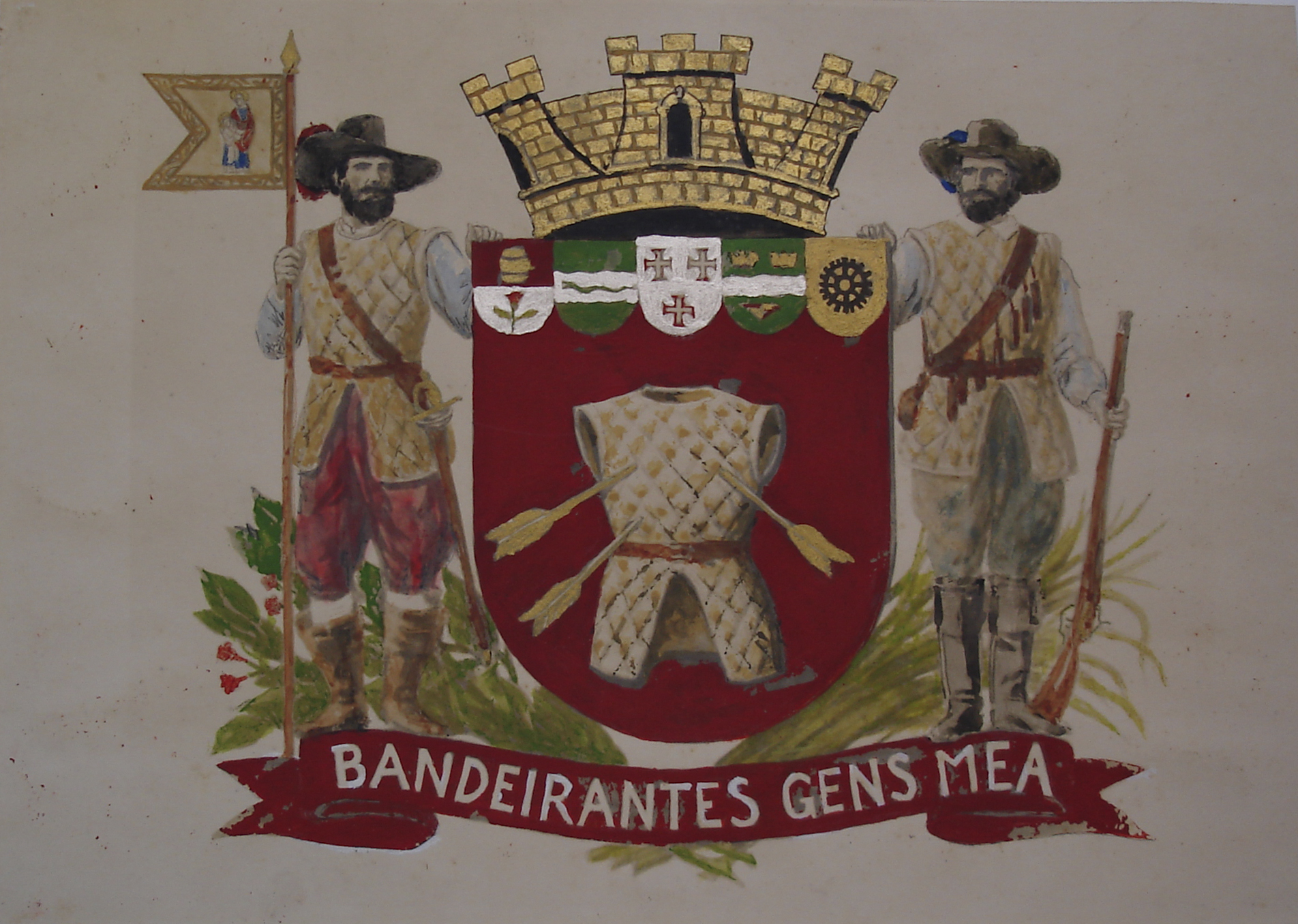
Brasão de armas desenhado por José Wasth Rodrigues.

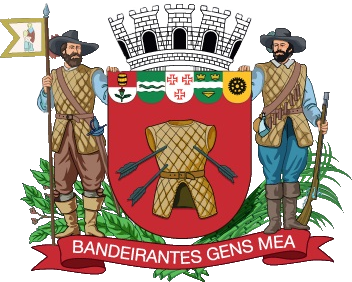
Brasão de armas atual do município de Mogi das Cruzes.

O Brasão de armas do município de Mogi das Cruzes foi instituído em 10 de março de 1929, idealizado por Afonso Taunay, e desenhado pelo artista J. Wasth Rodrigues em 1931, a pedido do então Prefeito Eduardo Lejeune. Suas características são:
- Escudo vermelho com um gibão de armas ao natural, frechado, tal qual ocorre na estampa Combate de Índios Botocudos com Soldados Milicianos de Mogi das Cruzes;
- Cinco escudetes firmados em chefe recordam e simbolizam uma série de fatos da história local e circunstâncias da vida mogiana:
  - Primeiro escudete, partido, ocorre, no primeiro quartel, a pipa de ouro, em campo vermelho, das armas de Braz Cubas; no segundo, o cardo verde, em campo de prata das armas de Braz Cardoso;
  - Segundo escudete, em campo verde com listel ondulado em branco, com a figura de serpente de ouro, traduz a denominação “M'Boigy” (Mogi), que significa “Rio das Cobras” em língua indígena.
  - Terceiro escudete, três cruzes vermelhas da Ordem de Cristo, em campo de prata, simbolizando a presença religiosa na cidade e a devoção de seus habitantes.
  - Quarto escudete, duas coroas de ouro em campo de verde, que simbolizam, a fundação da cidade por mogianos, provenientes das margens do rio Tietê.
  - Quinta escudete, em campo amarelo com uma engrenagem na cor preta, simbolizando a evolução da indústria na cidade.
- No listal, em letras cor prata sobre fundo vermelho inscreve-se a divisa em latim Bandeirantes Gens Mea ("Sou da Grei Bandeirante" ou "Procedo dos Bandeirantes").

O Brasão foi atualizado em 2013 pelo mogiano Pedro Antônio Caraça Junior. Um dos destaques são as cinco torres visíveis, que representa na heráldica a categoria de cidade, diferente do brasão original, que continha apenas 3 torres com categoria de vila a época da fundação..